# Mary Jeanne van Appledorn
Mary Jeanne van Appledorn (* 2. Oktober 1927 in Holland, Michigan; † 12. Dezember 2014 in Lubbock, Texas) war eine US-amerikanische Komponistin.

## Leben
Sie studierte an der Eastman School of Music in Rochester, New York, Klavier bei Cecile Straub Genhart sowie Komposition bei Bernard Rogers und Alan Hovhaness. Von 1950 bis 2008 lehrte sie an der Fakultät für Musik der Texas Tech University in Lubbock. 1951 gründete sie dort das Annual Symposium of Contemporary Music, das sie bis 1981 leitete. Mit preisgekrönten Werken wie Set of Five (1951) und Contrasts (1953) verzeichnete sie erste Erfolge als Komponistin. Ihre Fakultät ermöglichte ihr 1982 einen Studienaufenthalt am Massachusetts Institute of Technology in Cambridge, wo sie sich mit computergenerierter Musik beschäftigte. 1989 erhielt sie an der Texas Tech University eine Paul Whitfield Horn Professur.
Sie schrieb ein Ballett, Werke für Orchester, Chor, Symphonic Band, Kammerensembles, Gesang, Klavier und andere Soloinstrumente, u. a. auch Kompositionen für Carillon. Stilistisch bewegte sie sich zwischen Neoklassizismus und freier Tonalität, gelegentlich finden sich auch Klangfarben aus Impressionismus und Jazz.

## Auszeichnungen
- 1980–1999: ASCAP Standard Panel Awards[5]